# Messe (musik)
 For alternative betydninger, se Messe. (Se også artikler, som begynder med Messe)
En messe (missa) er i musikalsk forstand en komposition tiltænkt teksterne i messen under den katolske gudstjeneste. Ved siden af den almindelige søndagsmesses tekster (ordinarium) bliver der ofte sat musik til kirkeårets skiftende tekster (proprium).
Da den lutherske liturgi har beholdt ordinarium, findes der også messekompositioner af Johann Sebastian Bach og mange andre ikke katolske komponister. Messer kan være a cappella, dvs. for den menneskelige stemme alene, eller de kan akkompagneres af et varierende antal instrumenter op til et fuldt orkester. 

## Sekvens
Betegnelse messe kommer af slutordene: "Ite, missa est" (omtrentlig "Gå i fred"). 
De enkelte faste dele af ordinarium-messen er navngivet efter de første ord i teksten. Der kan tilkomme flere dele som tilhører proprium alt efter anledningen. Her er rækkefølgen og hvor det hører til i liturgien (i den katolske messe):
| Proprium                                                                                     | Ordinarium                         |
| -------------------------------------------------------------------------------------------- | ---------------------------------- |
| Introitus (kor)                                                                              |                                    |
|                                                                                              | Kyrie / Christe eleison            |
|                                                                                              | Gloria                             |
| Graduale med Halleluja og vers (kor og solist) eller med Tractus (fra 800-tallet an Sequens) |                                    |
|                                                                                              | (Credo)                            |
| Offertorium med vers for kor og solist                                                       |                                    |
|                                                                                              | Sanctus med Hosianna og Benedictus |
|                                                                                              | Agnus Dei                          |
| Communio (kor)                                                                               |                                    |
|                                                                                              | Ite missa est eller Benedicamus    |

## Betydelige messekomponister med nogle kompositioner
- Giovanni Pierluigi da Palestrina: Missa papae Marcelli
- Orlando di Lasso: Missa super Bell amfirit altera
- Guillaume de Machaut: Messe de nostre dame
- Guillaume Dufay: Missa Sancti Jacobi
- Josquin Des Prez: Missa Ave maris stella
- Hans Leo Hassler: Missa Ecce quam bonum
- Heinrich Ignaz Franz von Biber: Missa Salisburgensis
- Johann Sebastian Bach: h-moll-messen, Lutherske messer
- Jan Dismas Zelenka: Missa votiva
- Joseph Haydn: Paukenmesse
- Michael Haydn: Missa Sancti Hieronymi
- Antonio Salieri: Messe D-Dur «Kaisermesse» (1788)
- Wolfgang Amadeus Mozart: Große Messe i c-Moll
- Ludwig van Beethoven: Missa Solemnis
- Franz Schubert: Deutsche Messe
- Luigi Cherubini: Missa solemnis in F-Dur «Di Chimay» (1809)
- Gioacchino Rossini: Petite Messe solennelle
- Johann Nepomuk Hummel: Große Messe (op.80)
- Anton Bruckner: Missa solemnis B-Dur (WAB 29)